# Poporul roman
Romanii (în latină Rōmānī, în greacă veche Ῥωμαῖοι, romanizat Rhōmaîoi) face referire la totalitatea cetățenilor Regatului, Republicii și Imperiului Roman, de-a lungul existenței lor. Conceptul de cine este roman și cine nu a trecut prin multe schimbări de-a lungul existenței civilizației romane, odată cu extinderea și contractarea granițelor statului roman. Original incluzându-i doar pe latinii din Roma însăși, cetățenia va fi apoi extinsă către toate popoarele italice  până în secolul I î.Hr., iar apoi aproape tuturor locuitorilor Imperiului, până la momentul Antichității târzii.